# Радон-222
Радон-222 (222Rn), історичні назви нітон (лат. Niton, позначали символом Nt, від лат. niteo — блищу, через свічення в темряві) і, пізніше, просто радон (лат. Radon, позначали символом Rn), також відомий як еманація радію (лат. Radii Emanatio, позначали символом RaEm) — радіоактивний нуклід хімічного елемента радону з атомним номером 86 і масовим числом 222. Має період напіврозпаду 3,8235(3) доби. Відкрили 1900 року Ф. Е. Дорн та А. Деб'єрн.
Радон-222 — член радіоактивного сімейства урану-238 (так званий ряд урану-радію), тому він утворюється в природі в уранових родовищах.

## Утворення та розпад
Радон-222 безпосередньо утворюється внаслідок α-розпаду нукліда 226Ra (період напіврозпаду якого 1600 ± 7 років):
{\displaystyle {\mathsf {^{226}_{88}Ra}}\rightarrow {\mathsf {^{222}_{86}Rn}}+{\mathsf {^{4}_{2}He}}.}
Сам радон-222 також α-радіоактивний, в результаті розпаду утворюється нуклід 218Po і виділяється енергія 5,5903(3) МеВ:
{\displaystyle {\mathsf {{}_{86}^{222}Rn}}\rightarrow {\mathsf {{}_{84}^{218}Po}}+{\mathsf {{}_{2}^{4}He}}.}

## Вимірювання
Для вимірювань концентрації радону-222 у середовищах (повітря, вода, ґрунт, будівельні матеріали) застосовують радіометри об'ємної активності та еквівалентної рівноважної об'ємної активності радону-222, наприклад, RTM1688-2/RTM-2200, RadonScout, Альфарад плюс, AlphaGUARD PQ2000, AlphaPM, УДА-1АБ, РАА-3-01 «АльфаАЭРО», РАМОН-02, КАМЕРА-01, RAMON-01M, РГА-04, РРА-01М-03, РРА-01М-01, ТРЕК-РЭИ-1, КСИРА-2010Z тощо.